# Wojkowa (góra)
Wojkowa (502 m n.p.m.) – wzniesienie w południowo-zachodniej Polsce, w Sudetach Zachodnich, na Pogórzu Izerskim.		
Wzniesienie położone jest w południowo-zachodniej części Pogórza Izerskiego, w  środkowej części Przedgórza Izerskiego, około 2,8 km na północny zachód od północnej granicy miejscowości Giebułtów. Przez szczyt góry przebiega granica administracyjna między powiatem lwóweckim i lubańskim.
Wojkowa jest najwyższym szczytem Pogórza Izerskiego po stronie polskiej (Korona Sudetów Polskich) (uwzględniając czeską stronę, wyższy od niego jest szczyt Andělský vrch - Korona Sudetów Czeskich). Wyrasta na Przedgórzu Izerskim pomiędzy wsiami: Świecie i Giebułtów, w kształcie wyraźnie zaznaczonej kopuły, z łagodnymi zboczami. Powierzchnia wierzchowiny jest tak wyrównana, że wierzchołek jest trudno rozpoznawalny.
Podłoże wzniesienia stanowi blok karkonosko-izerski, zbudowany z gnejsów i granitognejsów, a podrzędnie z łupków łyszczykowych i amfibolitów. Szczyt i zbocza wzniesienia pokrywa warstwa młodszych osadów glin, żwirów, piasków i lessów z okresu zlodowaceń plejstoceńskich i osadami powstałymi w chłodnym, peryglacjalnym klimacie. Partie szczytowe w całości porasta las świerkowy z niewielką domieszką drzew liściastych tzw. "Las Stankowicki". Zbocze wschodnie i zachodnie góry, poniżej szczytu częściowo zajmują łąki i pola uprawne oraz w większej części nieużytki. Położenie wzniesienia, kształt i płaska część szczytowa, czynią wzniesinie rozpoznawalnym w terenie. Na wschodnim zboczu, w lesie w niedalekiej odległości od szczytu, starsze skały przebite są przez granity, które tworzą twardzielową skałkę o nazwie "Sicina".	
Wzniesienie zaliczane jest do Korony Sudetów Polskich.		

## Inne
Na szczytowej powierzchni wzniesienia znajdują się szczątkowe ślady rowów przypominające okopy strzeleckie.

## Turystyka
- Na szczyt wzniesienia prowadzi ścieżka. Najwyższy punkt wzniesienia jest trudny do odnalezienia znajduje się po wschodniej stronie, kilkadziesiąt metrów od ścieżki.
- Ze zboczy roztaczają się panoramy na okoliczne miejscowości i oddalone pasma górskie.